# Comté de Huerfano
Le comté de Huerfano est un comté du Colorado. Son siège est Walsenburg. L'autre municipalité du comté est La Veta.
Le comté doit son nom à la rivière (en) et à la butte Huerfano (en), qui signifie « orphelin » en espagnol.

## Démographie
| 1870  | 1880  | 1890  | 1900  | 1910   | 1920   |
| ----- | ----- | ----- | ----- | ------ | ------ |
| 2 250 | 4 124 | 6 882 | 8 395 | 13 320 | 16 879 |

| 1930   | 1940   | 1950   | 1960  | 1970  | 1980  |
| ------ | ------ | ------ | ----- | ----- | ----- |
| 17 062 | 16 088 | 10 549 | 7 867 | 6 590 | 6 440 |

| 1990  | 2000  | 2010  | - | - | - |
| ----- | ----- | ----- | - | - | - |
| 6 009 | 7 862 | 6 711 | - | - | - |

## Galerie

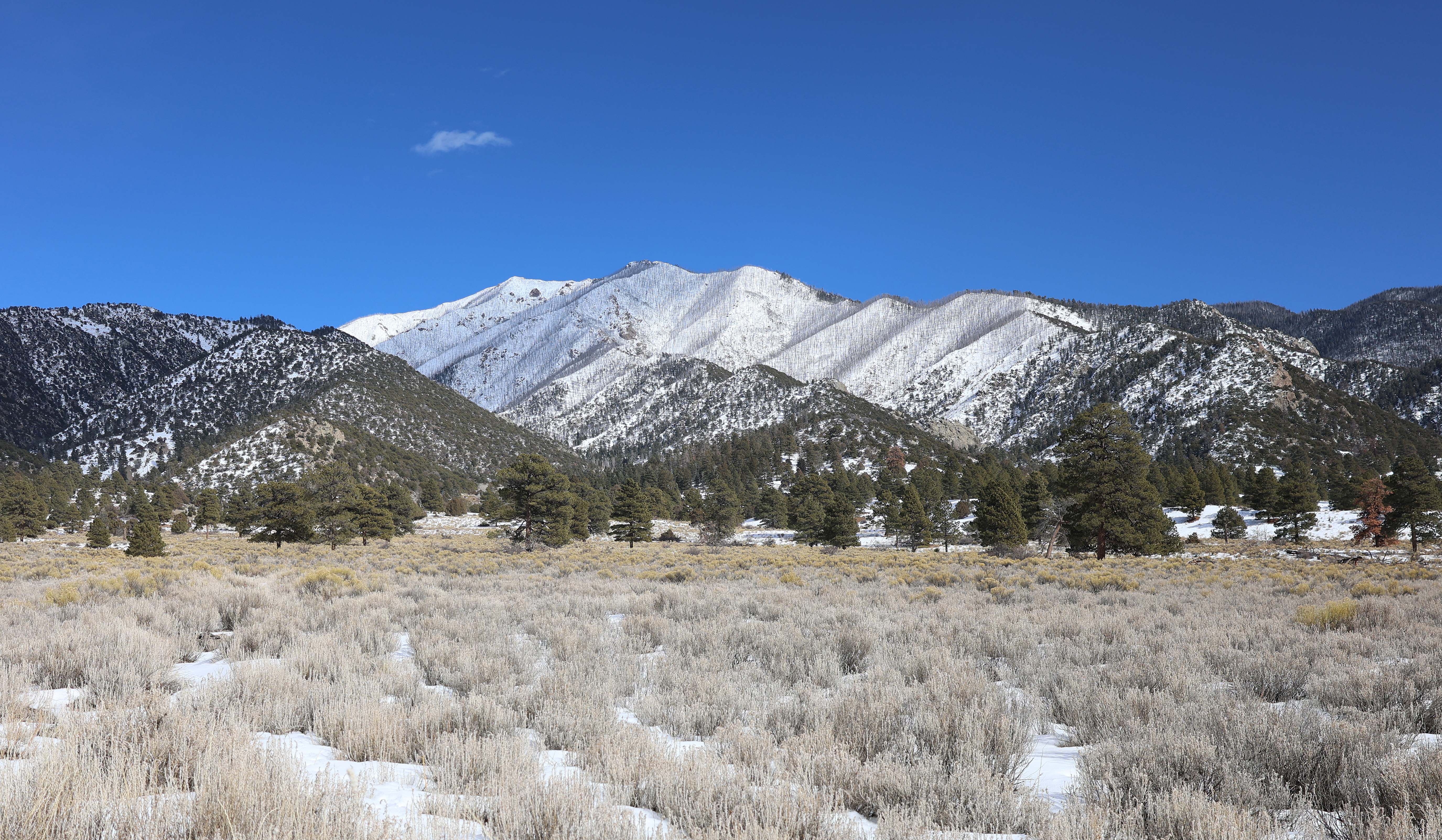
le Mont Zwischen